# Liên minh Hộ chiếu Bắc Âu
Liên minh Hộ chiếu Bắc Âu là một liên minh giữa các nước Bắc Âu nhằm bãi bỏ việc kiểm tra hộ chiếu ở biên giới giữa các nước trong khu vực Bắc Âu, cho phép các công dân của các nước hội viên được tự do đi lại trong khu vực và được quyền cư trú tại bất cứ nước hội viên nào, không cần phải xin giấy phép cư trú (residence permit), do đó tạo cho khu vực Bắc Âu thành một thị trường lao động chung.
Liên minh được thiết lập ngày 1 tháng 7 năm 1954, thay thế cho nghị định thư (protocol) về việc miễn hộ chiếu (passport) ngày 14 tháng 7 năm 1952 của Hội đồng Bắc Âu.
Cùng với Liên minh thuế quan Benelux (Benelux Customs Union) năm 1948, Liên minh Hộ chiếu Bắc Âu là tiền lệ cho Công ước Schengen (Schengen Convention) sau này.
Ban đầu, Liên minh gồm 4 nước Thụy Điển, Phần Lan, Đan Mạch (không có đảo Greenland, Quần đảo Faroe) và Na Uy (không có Quần đảo Svalbar, đảo Jan Mayen, đảo Bouvet và Queen Maud's Land ở Nam Cực).
Iceland tham gia ngày 1 tháng 12 năm 1955, Quần đảo Faroe tham gia từ 1 tháng 1 năm 1966.
Tuy nhiên mãi tới ngày 1 tháng 5 năm 1958, việc bãi bỏ kiểm soát hộ chiếu tại biên giới của 4 nước Đan Mạch, Thụy Điển, Na Uy và Phần Lan mới có hiệu lực. Iceland kể từ ngày 24 tháng 9 năm 1965, và Quần đảo Faroe kể từ 1 tháng 1 năm 1966.
Tới ngày 19 tháng 12 năm 1996, các nước trong Liên minh Hộ chiếu Bắc Âu đã tham gia Công ước Schengen (ngoại trừ Quần đảo Faroe) và việc áp dụng Công ước tại 5 nước trên có hiệu lực từ ngày 25 tháng 3 năm 2001.
Cũng cần lưu ý là 2 nước Na Uy và Iceland không nằm trong Liên minh châu Âu.

## Thành viên và ngày gia nhập
- 1 tháng 7 năm 1954: Thụy Điển
- 1 tháng 7 năm 1954: Phần Lan
- 1 tháng 7 năm 1954: Đan Mạch (không kể Greenland và Quần đảo Faroe)
- 1 tháng 7 năm 1954: Na Uy (không kể Quần đảo Svalbar, đảo Jan Mayen, đảo Bouvet, Queen Maud's Land)
- 1 tháng 12 năm 1955: Iceland
- 1 tháng 1 năm 1966: Quần đảo Faroe

## Ngày áp dụng
- 1 tháng 5 năm 1958: Thụy Điển, Đan Mạch, Na Uy, Phần Lan
- 29 tháng 9 năm 1965: Iceland
- 1 tháng 1 năm 1966: Quần đảo Faroe